# Federação Israelense de Hóquei no Gelo
A Federação Israelense de Hóquei no Gelo é o órgão que dirige e controla o hóquei no gelo de Israel, comandando as competições nacionais e a seleção nacional.